# 1000 Piazzia
1000 Piazzia је астероид главног астероидног појаса са пречником од приближно 47,78 km.
Афел астероида је на удаљености од 3,984 астрономских јединица (АЈ) од Сунца, а перихел на 2,360 АЈ.
Ексцентрицитет орбите износи 0,255, инклинација (нагиб) орбите у односу на раван еклиптике 20,570 степени, а орбитални период износи 2064,168 дана (5,651 година).
Апсолутна магнитуда астероида је 9,60 а геометријски албедо 0,111.
Астероид је откривен 12. августа 1923. године, а име је добио у част Ђузепеа Пјација, који је открио први астероид, Цереру.